# 印式英语
《印式英语》（英語：English Vinglish）是2012年一部宝莱坞喜剧影片，由印度籍女導演葛莉·辛德执导，而其丈夫R. Balki是影片制片團其中之一。这是女主角詩麗黛瑋·阿雅潘息影宝莱坞15年和泰米尔电影26年後首部回歸電影作品。其他主要演员包括曾於《謊言之軀》演出法国籍演员Mehdi Nebbou, 於《少年Pi的奇幻漂流》演出印度籍演員Adil Hussain, 及首次演出印地语電影的印度籍女演員Priya Anand。另外印度籍著名演员阿米塔布·巴沙坎及Ajith Kumar分別於印地语和泰米尔语版本电影裡友情客串角色。

## 故事簡介
电影围绕着家庭主妇Shashi Godbole展开，Shashi入得廚房，出得廳堂，又廚藝了得，她每天都要擔起妻子及母親的職務，丈夫工作忙碌，她的大女兒及小兒子放學回家後就要照顧他們。Shashi烹得一手好菜，特別是她平日閒時還會做一種稱為Laddu的甜奶球賣給街坊賺點私房錢，但她得不到丈夫讚賞，還稱好東西只應留給丈夫享受。另外丈夫與子女溝通時是講英語，但她只能講印地语，故有時她說錯英語時會被丈夫及女兒取笑。女兒甚至怕被同學、同學家長及老師們等知道母親英語不好被人瞧不起，所以有一次Shashi陪女兒見班主任時要求班主任用印地语溝通，事後被女兒責駡，令她感到自己於家人面前沒有甚麼尊嚴。有一天Shashi丈夫收到Shashi唯一於美國紐約生活的姊姊電話，稱其大女兒將結婚故邀請其一家人到美國觀禮及希望Shashi能幫手籌備，但Shashi丈夫要Shashi隻身早一個月先到紐約協助，Shashi雖極不願意但仍順從丈夫要求。
到了紐約後初時有親人帶同遊覧沒有問題，有一天，Shashi的小甥女帶她出外游览，但有兩小時需要上課要Shashi獨自一個人。Shashi 原本到了一間咖啡店購買食物，期間被店員歧視她英語不靈光，她感到羞辱含淚跑出店外，重遇家人時看到一個英語速成課堂廣告，最終鼓成勇氣用帶來的私房錢報名上課。起初Shashi是偷偷地上課，課堂的學生來自不同國家，期間她開始感到受到別人尊重、平等看待、不存在歧視及沒有階級的觀念。同學中甚至有一位法國籍廚師對她愛慕……

## 構思及評價
Sridevi的角色是源于导演Gauri本人的母亲。该片在印度和海外市场都被观众追捧。
印度片《印式英语》，是繼《三個傻瓜》後，又一部在全球大受歡迎的勵志喜劇。影片結合喜劇、歌舞和勵志等元素，2012年多倫多影展首映時，就獲得觀眾起立鼓掌10分鐘，之後又陸續受邀在10多個國際影展放映，大受觀眾和媒體喜愛。包括路透社、CNN及華盛頓郵報都力讚《救救菜英文》是2012年「年度最佳印度電影」，更有媒體稱讚女主角詩麗黛瑋動人的演技堪稱是「印度的梅莉史翠普」，首次執導劇情長片的導演葛莉·辛德也以本片勇奪印度「Filmfare獎」及「Zee Cine獎」最佳新導演，可說是一夕成名。

## 票房
- 印度連續上映超過2個月，最後以近5億台幣做收，全球票房更是繼《三個傻瓜》後，在國際票房表現上最好的印度片[14]。
- 台灣票房創下印度電影在台最高開票紀錄，上映24天全台票房破千萬，僅次於《三個傻瓜》票房最好的印度片[15]。最終獲得1500萬新台幣[16]。